# Federspiel (Band)
Federspiel ist ein österreichisches Bläserensemble. Das Repertoire des Bläserseptetts umfasst überwiegend Eigenkompositionen sowie Volksmusik aus Österreich und seinen Nachbarländern.

## Geschichte
Das Ensemble wurde 2004 in Krems an der Donau von sieben Studenten der Universität für Musik und darstellende Kunst Wien und des Konservatoriums Wien gegründet. In Zusammenarbeit mit Rudi Pietsch wurde speziell für diese Besetzung arrangierte Volksmusik erarbeitet. Neben Eigenkompositionen mit Pop-Elementen gehören auch Arrangements von Walzern, Polkas, Märschen und der Csárdás zum Repertoire der Gruppe. Lateinamerikanische Einflüsse brachte der in Mexiko geborene Trompeter Ayac Iuan Jimenez-Salvador in die Gruppe ein.
Das Album Unerhöhrt Bumm wurde an eher unüblichen Orten aufgenommen, etwa einer Fahrradwerkstatt, einem Museum, einer Instrumentenbauerwerkstatt und einem Wohnzimmer und wurde im August 2012 mit dem Ö1 Pasticcio-Preis ausgezeichnet. 2011 gewann die Gruppe bei den Austrian World Music Awards den Publikumspreis, 2015 waren sie Gewinner des Hauptpreises.
Im ORF waren sie unter anderem 2007 bei Klingendes Österreich und 2011 bei Wir sind Kaiser zu sehen, im Mai 2016 wirkten sie an der im ORF übertragenen Eröffnung der Wiener Festwochen am Wiener Rathausplatz mit. Im 2016 veröffentlichten Film Das Leben ist keine Generalprobe über Heinrich Staudinger ist die Gruppe mit dem von Ayac Iuan Jimenez-Salvado komponierten Stück Baile de Morpheus zu hören. Tourneen führten sie durch Europa und Kanada.
2017 gestalteten sie die Musik zur Dokumentation Die Zukunft ist besser als ihr Ruf (Nikolaus Geyrhalter Filmproduktion). Anfang März 2018 traten sie gemeinsam mit dem Tonkünstler-Orchester Niederösterreich mit eigenen Kompositionen und Arrangements im Großen Musikvereinssaal im Wiener Musikverein und im Festspielhaus St. Pölten auf.

## Musiker
- Christian Amstätter, geboren 1990 in Melk in Niederösterreich, Bassposaunenstudium an der MUK Wien[13]

- Frédéric Alvarado-Dupuy, geboren am 6. Oktober 1989 in Nussdorf/Wien, Klarinettenstudium bei Matthias Schorn am Konservatorium Wien
- Roland Eitzinger, studierte in München an der Hochschule für Musik und Theater Tuba (Diplom) und absolvierte sein Masterstudium an der Anton Bruckner Privatuniversität in Linz
- Philip Haas, geboren am 27. Dezember 1987, Trompete bei Karl Steininger am Konservatorium Wien und Carole Dawn Reinhart an der Universität für Musik und darstellende Kunst Wien[5]
- Christoph Moschberger, geboren am 25. Oktober 1985 in Achern (D), Jazzstudium in Köln
- Thomas Winalek, geboren 1988 in Guntersdorf in Niederösterreich, Posaune bei Otmar Gaiswinkler an der Universität für Musik und darstellende Kunst Wien
- Simon Zöchbauer, geboren 1988 in Herzogenburg, Trompete bei Josef Pomberger und Carol Dawn-Reinhart an der Universität für Musik und darstellende Kunst Wien[14]

### Ehemalige
- Matthias Werner, Studium bei Franz Geroldinger an der Universität für Musik und darstellende Kunst Wien
- Ayac Iuan Jiménez Salvador, Trompete, geboren am 22. Juni 1988 in Cerro Azul in Mexiko
- Robert Puhr, geboren am 21. Jänner 1990 in Oberwart im Burgenland, Tuba bei Paul Halwax am Konservatorium Wien[3][5]

## Tonträger
- Federspiel (2010)
- Unerhört Bumm (2012)
- Live aus dem Wiener Musikverein (2014)[4]
- Smaragd (2016, Col legno)[15]
- Wolperting (2018, Col legno)[16]
- Von der langsamen Zeit (2019)
- Albedo (2022, o-tone music)[17]

## Programme
- Spiegelungen
- Best Of
- Federspielchen – Musik für junges Publikum
- Jonny spielt auf
- Von der langsamen Zeit

## Auszeichnungen
- 2011: Austrian World Music Awards – Audience Award/Publikumspreis[18]
- August 2012: Ö1 Pasticcio-Preis für das Album Unerhört bumm![6][5]
- 2015: Austrian World Music Awards – 1. Preis[7]
- 2015: Freiburger Leiter[19]
- 2016: Eiserner Eversteiner der Jury beim Folkherbst in Plauen
- 2017: Smaragd – Bestenliste 1/2017 der Deutschen Schallplattenkritik[20]